# Issei Ogata
Issei Ogata (イッセー 尾形?; Fukuoka, 22 febbraio 1952) è un attore e comico giapponese.

## Filmografia parziale
- Yi Yi - e uno... e due... (Yi yi), regia di Edward Yang (2000)

- Tony Takitani, regia di Jun Ichikawa (2004)
- Il Sole (Solntse), regia di Aleksandr Sokurov (2005)
- Silence, regia di Martin Scorsese (2016)
- Onoda - 10.000 notti nella giungla (Onoda, 10 000 nuits dans la jungle), regia di Arthur Harari (2021)
- Phoenix: Reminiscence of Flower (Hi no Tori: Eden no Hana), regia Shojiro Nishimi (2023)